# Letanía del Sagrado Corazón de Jesús

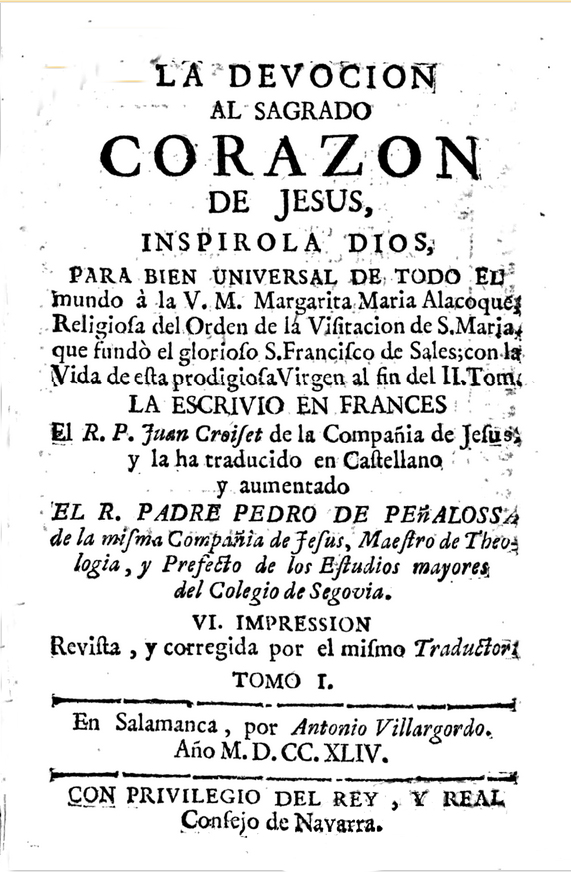
Portada de la edición española de Devozione al Sacro Cuore di Gesù, del P. Jean Croiset

La letanía del Sagrado Corazón de Jesús fue aprobada y reconocida como oración oficial de la Iglesia Católica, bajo el pontificado del papa León XIII, por Decreto de 2 de abril de 1899 de la Sagrada Congregación de Ritos.

## Origen de estas letanías
Las primeras letanías del Sagrado Corazón de las que se tiene noticia fueron publicadas por el Padre Gaspar Druzbicki (1590-1662), jesuita polaco, en un breve opúsculo titulado Meta cordium cor Jesu et sanctissima Trinitas, y otras escritas por San Juan Eudes (1601-1680), incluidas en un librito de oraciones publicado en 1668.
La devoción al Sagrado Corazón experimentó una considerable extensión tras las apariciones del Señor a Santa Margarita María de Alacoque (1647-1690). En ese clima devoto, y especialmente en los Monasterios de la Visitación, surgieron varias letanías dirigidas al Corazón de Jesús, algunas de las cuales aparecieron impresas en pequeños devocionarios. El primero del que se tiene constancia es el llamado Livret de Molins, de 1687, preparado por la Madre de Soudeilles, superiora de la Visitación de  Moulins; algo posterior (1689) fue la publicación en latín de las letanías escritas en francés en 1686 por Sor Jolý, de la Visitación de Dijon, conocidas como Livret de Dijon. El Padre Jean Croiset, en la segunda edición de su libro, La devoción al Sagrado Corazón de Jesús publicado en Lyon en 1691.
Anne-Madeleine Rémusat, del monasterio de la Visitación de Marsella, publicó en 1718, el Manuel de l'Adoration perpétuelle du Sacre-Coeur, en el que entre otras oraciones incluye unas letanías basadas en las anteriores versiones; y que se extendieron a través de la Association de l'Adoration perpétuelle du Sacré-Cœur de Notre-Seigneur Jésus-Christ, por ella fundada por ella misma con el aliento del obispo de Marsella, Henri de Belsunce. Estas letanías fueron conocidas como las Letanías de Marsella.

## Uso de las letanías en el culto público
El uso de las letanías se remonta a los primeros siglos de la Iglesia, y junto con su uso litúrgico, por ejemplo con las Letanías de los Santos, ha llegado a constituir una de las formas de culto de la piedad popular; sin embargo, en el Pontificado de Clemente III, mediante Decreto del 6 de septiembre de 1601, se prescribió que 
aparte de las antiquísimas y comunes letanías que se encuentran en los Breviarios, Pontificales y Rituales, así como las Letanías de Santa María Virgen que suelen cantarse en su santa casa de Loreto: quien quiera publicar otras Letanías para usarlas en las iglesias, en los oratorios o en las procesiones, y lo mismo para las ya publicadas, debe enviarla a las Congregación de los Sagrados Ritos para su aprobación y si fuera necesario su corrección.
A pesar de esa posibilidad de aprobación por la Congregación de los Sagrados Ritos, de hecho esas aprobaciones no llegaron a darse, aunque en la práctica se tolerase su uso como oraciones privadas y por el Decreto de 29 de octubre de 1882, se autorizase dicho uso privado, siempre que las letanías fueran aprobadas por el Ordinario del lugar.
A pesar de esas prohibiciones, y por lo que respecta a las letanías del Sagrado Corazón, su uso público fue relativamente frecuente. Por ejemplo, en 1720, con motivo de la peste que asoló a Marsella, propuso al obispo Henri de Belsunce, que se utilizasen para pedir el fin de aquella epidemia, el obispo las «hizo recitar o cantar en la primera fiesta del Sagrado Corazón que él acababa de instituir para su diócesis, el 20 de junio de 1721, en todas las iglesias y capillas de la diócesis».
La recitación pública de estas letanías fue permitida, por Decreto del 27 de junio de 1898, para las diócesis de Marsella y Autun, y en la Orden de la Visitación; posteriormente, por Decreto del 12 de noviembre de ese mismo año, se aprobó su uso en la diócesis de Annecy y en la Compañía de Jesús. Finalmente fueron aprobadas para su uso en toda la Iglesia mediante el Decreto de la Sagrada Congregación de Ritos el 2 de abril de 1899. Poco después el mismo papa León XIII, en su encíclica Annum Sacrum, pedía que como preparación de la Consagración al Sagrado Corazón de Jesús de todo el género humano que se realizaría el 11 de junio de 1900, los dos días anteriores y el mismo día 11, en la iglesia principal de cada ciudad y pueblo, se realicen una preces que concluirían con las Letanías al Sagrado Corazón.

## Texto de las letanías aprobadas por el papa León XIII
Las letanías del Sagrado Corazón de Jesús aprobadas por el Papa toman como base las Letanías de Marsella que contienen 27 invocaciones, 17 de ellas proceden del Padre Croiset, 5 del Livret de Dijon, una del libro del Padre Froment y 4 más de las compuestas en Aurillac. Sobre esta versión, se añadieron 5 invocaciones más tomadas del libro del Padre Croiset. Resultarón así unas letanías con 33 invocaciones como recuerdo de los 33 años de la vida del Señor,
Este texto de las letanías fue aprobado por el Decreto de la Sagrada Congregación de Ritos del 17 de junio de 1898 (cuando se permitió su uso, para las diócesis de Marsella y Autun, y en la Orden de la Visitación) y fue publicado en las Acta Sanctae Sedis
Habitualmente estas invocaciones se preceden de las peticiones comunes a todas las letanías (Kiries); a todas ellas se responde con las palabras: "ten piedad de nosotros". Las letanías concluyen con las tres invocaciones a Jesús, Cordero de Dios; y una oración dirigida al Corazón de Jesús.